# Leubu Cot
Leubu Cot is een bestuurslaag in het regentschap Bireuen van de provincie Atjeh, Indonesië. Leubu Cot telt 477 inwoners (volkstelling 2010).